# Ordina Open 1991
L'Ordina Open 1991 è stato un torneo di tennis giocato sull'erba. È stata la 2ª edizione del torneo, che fa parte della categoria World Series nell'ambito dell'ATP Tour 1991. Il torneo si è giocato a Rosmalen, vicino 's-Hertogenbosch nei Paesi Bassi, dal 10 al 16 giugno 1991.

## Campioni

### Singolare
Christian Saceanu ha battuto in finale  Michiel Schapers con il punteggio di 6–1, 3–6, 7–5

### Doppio
Hendrik Jan Davids /  Paul Haarhuis hanno battuto in finale  Richard Krajicek /  Jan Siemerink con il punteggio di 6–3, 7–6